# Jüdischer Friedhof Mosbach

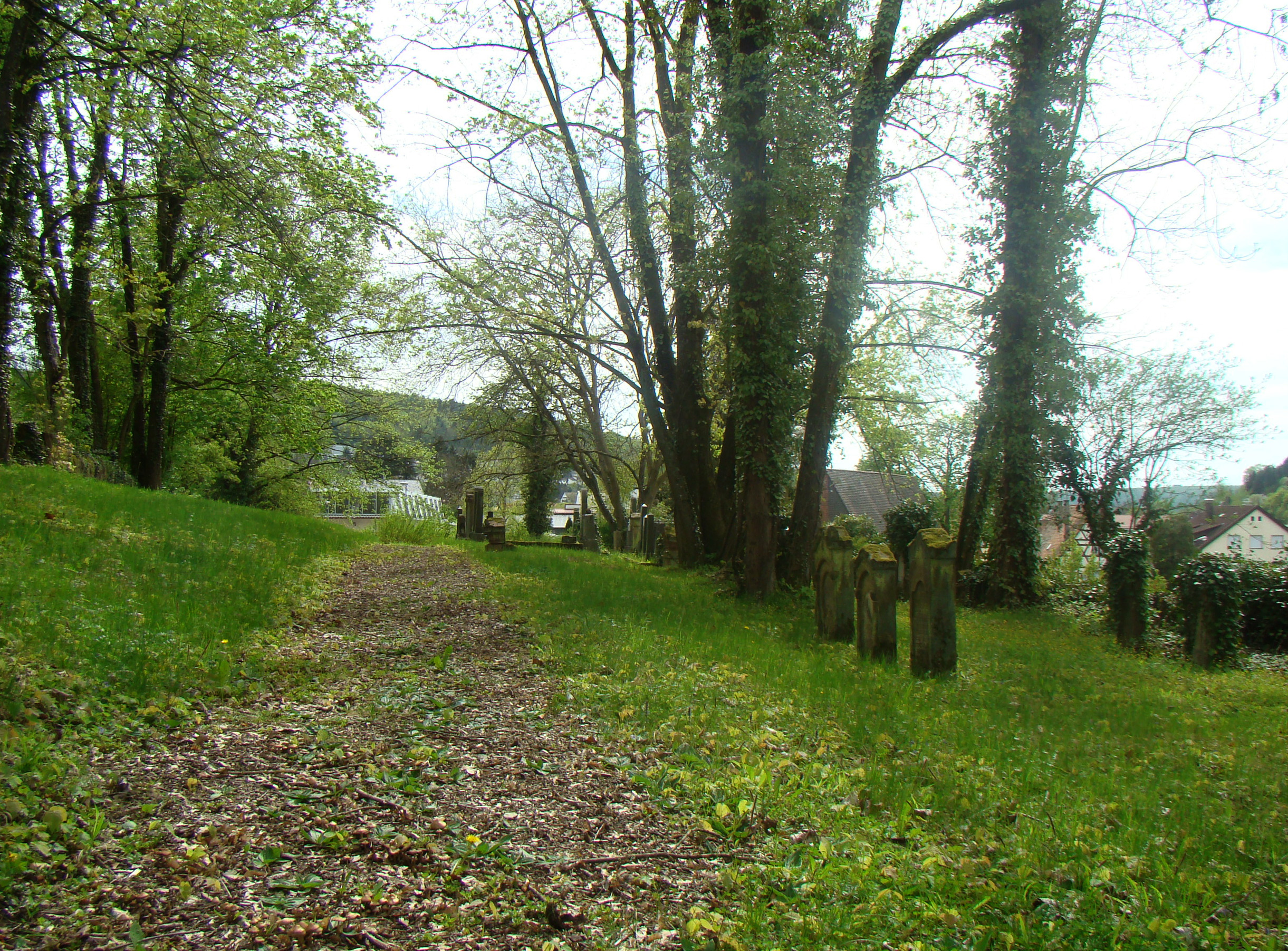
Jüdischer Friedhof in Mosbach

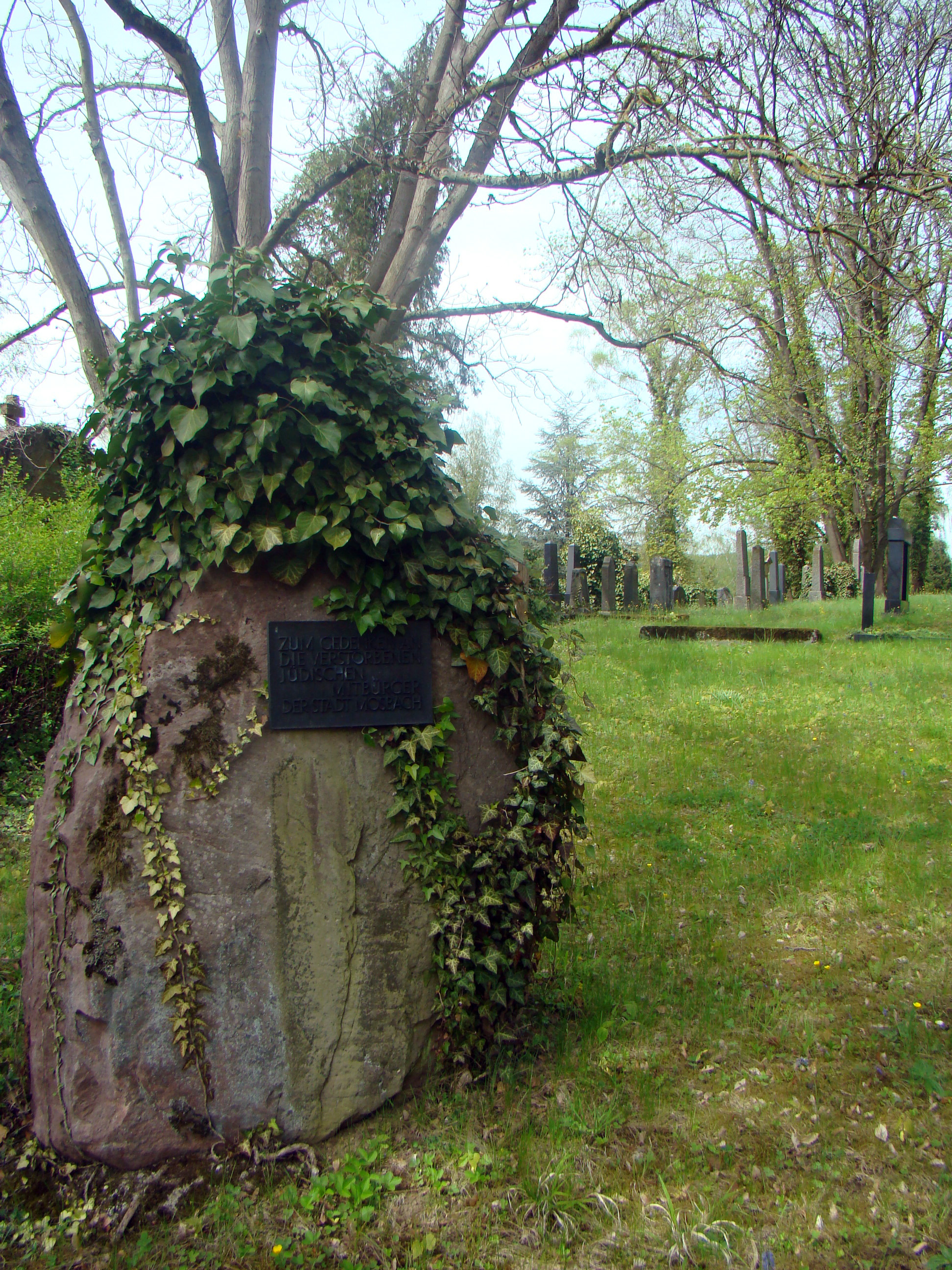
Gedenkstein

Der Jüdische Friedhof Mosbach in Mosbach, einer Stadt im nördlichen Baden-Württemberg, ist ein geschütztes Kulturdenkmal.
Der Friedhof der jüdischen Gemeinde, zwischen dem heutigen städtischen Friedhof und dem Kapellenweg gelegen, hat eine Fläche von 16,27 Ar. Er wird bereits 1559 erstmals genannt. Auf dem in der Zeit des Nationalsozialismus großenteils zerstörten Friedhof befindet sich ein Gedenkstein, der an die Opfer der Shoa erinnert. Er trägt folgende Inschrift: Zum Gedenken an die verstorbenen jüdischen Mitbürger der Stadt Mosbach.
Von den heute noch 73 erhaltenen Grabsteinen ist der älteste von 1876. Das Grab des Bezirksrabbiners Leopold Löwenstein befindet sich in der Nähe des Eingangs.